# 「けん&メリーのメリケン粉オンステージ!」オリジナルキャスト盤
『「けん&メリーのメリケン粉オンステージ!」オリジナルキャスト盤』（「けんアンドメリーのメリケンこオンステージ!」オリジナルキャストばん）は、後藤真希主演のミュージカルのサウンドトラック。2003年3月5日に発売された。
収録曲のうち「サン・トワ・マミー」と「君といつまでも」のカップリングによる両A面シングル「サン・トワ・マミー/君といつまでも」も先行発売されている。これについても併せて説明する。

## アルバム収録曲
1. サン・トワ・マミー（ミュージカルVersion）
2. 君といつまでも
3. 恋のツイスト&笑っちゃいなタウン
4. プリーズ ドント クライ!（ミュージカルVersion）
5. A HARD AGE 日本!
6. I LOVE 先輩
7. クラッときちゃうな!
8. 西田一家の歌
9. 予感
10. HELP
11. ダダンダダン
12. 好き
13. A HEAD AGE 日本!（アンコールVersion）
14. プリーズ ドント クライ!
15. クラッときちゃうな!（ウキウキVersion）
16. 予感（幸せVersion）
17. プリーズ ドント クライ!（オルゴールVersion）
18. 好き（失恋Version）
19. サン・トワ・マミー（エンディングVersion）

## サン・トワ・マミー/君といつまでも
「サン・トワ・マミー／君といつまでも」（サン・トワ・マミー／きみといつまでも）は、後藤真希の5枚目のシングルとして、2002年12月18日に発売された。
「サン・トワ・マミー」は岩谷時子の訳詞によるものが越路吹雪の代表曲として有名であり、本シングルおよびアルバムでも岩谷版が歌われている。「君といつまでも」は加山雄三の代表作で、こちらも岩谷による作詞である。
両曲とも、後にハワイツアーおよびファンクラブ限定のシングルコレクション『Maki Goto Special Edition for Hawaii』にも収録された。

### シングル収録曲
作詞：岩谷時子 作曲：サルバトーレ・アダモ 編曲：高橋諭一
1. サン・トワ・マミー
2. サン・トワ・マミー（Musical version）
編曲：井川雅幸&高橋諭一
3. 君といつまでも
作曲：弾厚作
4. サン・トワ・マミー(Instrumental)
5. 君といつまでも (Instrumental)